# Štadión pod Zoborom
Het Štadión pod Zoborom is een multifunctioneel stadion in Nitra, een plaats in Slowakije.
Het stadion wordt vooral gebruikt voor voetbalwedstrijden, de voetbalclub FC Nitra maakt gebruik van dit stadion. In het stadion is plaats voor 11.384 toeschouwers, daarvan zijn er ruim 7.000 zitplekken. Het stadion werd geopend in 1909. In het stadion ligt een grasveld van 105 bij 68 meter.

## Internationale wedstrijden
Slowakije speelde een aantal keer een internationale voetbalwedstrijd in dit stadion. Voor de eerste keer in 1996. Dit stadion werd ook gebruikt voor het Europees kampioenschap voetbal mannen onder 17 van 2013. Er werden op toernooi drie groepswedstrijden gespeeld.
| No. | Datum         | Wedstrijd                 | Uitslag | Toernooi          |
| --- | ------------- | ------------------------- | ------- | ----------------- |
| 1.  | 27 maart 1996 | Slowakije – Wit-Rusland   | 4–0     | Vriendschappelijk |
| 2.  | 24 mei 2000   | Slowakije – Saoedi-Arabië | 1–1     | Vriendschappelijk |